# Yvonne Monlaur
Yvonne Monlaur (ur. 15 grudnia 1939 w Pau, zm. 18 kwietnia 2017 w Paryżu) – francuska aktorka filmowa.

## Wybrana filmografia
- 1956: Les Collégiennes
- 1960: Circus of Horrors jako Nicole Vanet
- 1960: Narzeczona Draculi jako Marianne Danielle
- 1960: Zaczęło się w Neapolu
- 1961: The Terror of the Tongs jako Lee